# Pleurodeles nebulosus
Espèce
Synonymes
- Triton nebulosus Guichenot, 1850

Statut de conservation UICN

VUB2ab(iii) : Vulnérable
Pleurodeles nebulosus est une espèce d'urodèles de la famille des Salamandridae. Auparavant connu sous le nom binomial de Pleurodeles poireti (Gervais, 1835), le pleurodèle algérien a été élevé au rang d'espèce distincte par Salvador Carranza et Edward Wade.

## Répartition
Cette espèce se rencontre en Algérie et dans le nord de la Tunisie.

## Conservation de l'espèce
Cette espèce est particulièrement menacée par la pollution de l'eau et le drainage des zones humides.

## Publication originale
- Alphone Guichenot, Exploration scientifique de l'Algérie : pendant les années 1840, 1841, 1842, vol. 5 : Sciences physiques : histoire naturelle des reptiles et des poissons, Paris, Imprimerie royale, 1850.